# Пылающий
«Пылающий» — южнокорейский триллер режиссёра Ли Чхан Дона, вышедший на экраны в 2018 году. Лента снята по мотивам рассказа Харуки Мураками. Удостоен приза ФИПРЕССИ на Каннском фестивале.

## Сюжет
«Пылающий» — это достаточно вольная экранизация рассказа Харуки Мураками «Сжечь сарай». Фильм рассказывает о начинающем писателе Джонсу (Ю Аин), любителе творчества Уильяма Фолкнера, который влюбляется в девушку из своей деревни Хэми (Чон Джонсо), случайно встретив её в большом городе. Когда его возлюбленная возвращается из путешествия в Африку, выясняется, что там она познакомилась с Беном (Стивен Ён), молодым человеком, ведущим роскошный образ жизни. Однажды парочка приходит к Джонсу, и Бен рассказывает о своем тайном хобби. С этого момента Джонсу лишается покоя, и его начинает одолевать предчувствие страшного.

## Премии
| Награда                                      | Категория                              | Номинация                         | Результат |
| -------------------------------------------- | -------------------------------------- | --------------------------------- | --------- |
| Каннский кинофестиваль 2018                  | Приз ФИПРЕССИ                          | Ли Чхан Дон                       | Победа    |
| Каннский кинофестиваль 2018                  | Приз «Вулкан»                          | Син Джун Хи (за работу художника) | Победа    |
| Каннский кинофестиваль 2018                  | «Золотая пальмовая ветвь»              | Ли Чхан Дон                       | Номинация |
| Азиатско-Тихоокеанская кинопремия            | Гран-при жюри                          | Ли Чхан Дон, Ли Джун Дон          | Победа    |
| Азиатско-Тихоокеанская кинопремия            | Лучший фильм                           | Ли Чхан Дон, Ли Джун Дон          | Номинация |
| Азиатско-Тихоокеанская кинопремия            | Лучший сценарий                        | О Джон-ми, Ли Чхан Дон            | Номинация |
| «Сатурн»                                     | Лучший международный фильм             |                                   | Победа    |
| «Сатурн»                                     | Лучший актёр второго плана             | Стивен Ён                         | Номинация |
| «Сатурн»                                     | Лучший сценарий                        | О Джон-ми, Ли Чхан Дон            | Номинация |
| Азиатская кинопремия                         | Лучший режиссёр                        | Ли Чхан Дон                       | Победа    |
| Азиатская кинопремия                         | Лучший фильм                           |                                   | Номинация |
| Азиатская кинопремия                         | Лучший актёр                           | Ю А-ин                            | Номинация |
| Азиатская кинопремия                         | Лучший сценарий                        | О Джон-ми, Ли Чхан Дон            | Номинация |
| Азиатская кинопремия                         | Лучший актёрский дебют                 | Чон Джон-со                       | Номинация |
| Азиатская кинопремия                         | Лучшая операторская работа             | Хон Гёнпхё                        | Номинация |
| Азиатская кинопремия                         | Лучшая работа художника                | Син Джун Хи                       | Номинация |
| Азиатская кинопремия                         | Лучший звук                            | Ли Сон Чхол                       | Номинация |
| Премия «Большой колокол»                     | Лучший фильм                           |                                   | Победа    |
| Премия «Большой колокол»                     | Лучший режиссёр                        | Ли Чхан Дон                       | Номинация |
| Премия «Большой колокол»                     | Лучший актёр                           | Ю А-ин                            | Номинация |
| Премия «Большой колокол»                     | Лучший актёр второго плана             | Стивен Ён                         | Номинация |
| Премия «Большой колокол»                     | Лучший актёрский дебют                 | Чон Джон-со                       | Номинация |
| Премия «Большой колокол»                     | Лучшая операторская работа             | Хон Гёнпхё                        | Номинация |
| Премия «Большой колокол»                     | Лучшая музыка                          | Mowg                              | Номинация |
| Премия «Большой колокол»                     | Лучший свет                            | Ким Чхан Хо                       | Номинация |
| Премия «Голубой дракон»                      | Лучший актёр                           | Ю А-ин                            | Номинация |
| Премия «Голубой дракон»                      | Лучший актёр второго плана             | Стивен Ён                         | Номинация |
| Премия «Голубой дракон»                      | Лучший актёрский дебют                 | Чон Джон-со                       | Номинация |
| Премия «Голубой дракон»                      | Лучшая музыка                          | Mowg                              | Номинация |
| Премия «Бодиль»                              | Лучший неамериканский фильм            | Ли Чхан Дон                       | Номинация |
| Премия «Независимый дух»                     | Лучший международный фильм             | Ли Чхан Дон                       | Номинация |
| Премия Национального совета кинокритиков США | Список лучших иностранных фильмов года |                                   | Победа    |

## Прокат
В день премьеры фильма в Южной Корее, «Пылающий» посмотрело 52 324 зрителей, что поставило его на второе место после фильма «Дэдпул 2» (248 904 зрителей). В первую неделю проката, фильм посмотрело 220 717 зрителей.